# スティーブン・カルデュロ
- スティーブン・カーデュロ

スティーブン・アンドリュー・カルデュロ（Stephen Andrew Cardullo, 1987年8月31日 - ）は、 アメリカ合衆国フロリダ州ブロワード郡ハリウッド出身のプロ野球選手（外野手、一塁手）。右投右打。独立リーグ・アトランティックリーグのハイポイント・ロッカーズ所属。

## 経歴

### プロ入りとダイヤモンドバックス傘下時代
2010年のMLBドラフト24巡目（全体721位）でアリゾナ・ダイヤモンドバックスから指名され、プロ入り。契約後、傘下のパイオニアリーグのルーキー級ミズーラ・オスプレイでプロデビュー。20試合に出場して打率.172、5打点を記録した。 
2011年もルーキー級ミズーラでプレーし、61試合に出場して打率.288、10本塁打、38打点、3盗塁を記録した。
2012年3月2日に自由契約となった。

### 独立リーグ時代
2012年は独立リーグであるフロンティアリーグのロンドン・リッパーズと契約した。この年はフローレンス・フリーダムへ途中移籍し、2球団合計で87試合に出場して打率.263、3本塁打、35打点、15盗塁を記録した。
2013年からは同じく独立リーグであるカナディアン・アメリカン・リーグのロックランド・ボールダーズへ移籍した。この年は100試合に出場して打率.267、6本塁打、56打点、19盗塁を記録した。
2014年は61試合に出場して打率.298、6本塁打、51打点、8盗塁を記録した。
2015年は93試合に出場して打率.331、9本塁打、76打点、23盗塁を記録した。

### ロッキーズ時代
2016年1月6日にコロラド・ロッキーズとマイナー契約を結んだ。シーズンでは開幕を傘下のAAA級アルバカーキ・アイソトープスで迎えた。8月26日にメジャー契約を結んでアクティブ・ロースター入りした。同日のワシントン・ナショナルズ戦にて「2番・一塁手」で先発出場してメジャーデビュー（3打数1四球）。8月31日のロサンゼルス・ドジャースとのダブルヘッダー、第1試合ではケイシー・フィーンからメジャー初本塁打、第2試合ではバド・ノリスから満塁本塁打を放った。なお、この日は自身の29回目の誕生日だった。この年メジャーでは27試合に出場して打率.214、2本塁打、6打点を記録した。 オフの12月2日にノンテンダーFAとなったが、9日にマイナー契約で再契約した。
2017年4月2日にメジャー契約を結んでアクティブ・ロースター入りした。5月18日に自由契約となるも、22日にマイナー契約で再契約した。この年メジャーでは15試合に出場して打率.143、3打点を記録した。マイナーではA-級ボイシ・ホークス、AA級ハートフォード・ヤードゴーツ、AAA級アルバカーキでプレーし、 3球団合計で57試合に出場して打率.219、5本塁打、27打点、2盗塁を記録した。オフの11月6日にFAとなったが、マイナー契約で再契約した。
2018年はAAA級アルバカーキでプレーし、73試合に出場して打率.286、3本塁打、30打点、3盗塁を記録した。オフの11月6日にFAとなった。

### ロッキーズ退団後
2019年は独立リーグであるアトランティックリーグのハイポイント・ロッカーズでプレーし、138試合に出場して打率.266、22本塁打、70打点、20盗塁を記録した。
2020年1月30日にメキシカンリーグのドスラレドス・オウルズと契約したが、新型コロナウイルスの感染拡大によりリーグが開催されなかったため、プレーする機会がないままチームを退団した。
2021年6月15日にハイポイント・ロッカーズと再契約した。

## 詳細情報

### 年度別打撃成績
| 年 度    | 球 団    | 試 合 | 打 席 | 打 数 | 得 点 | 安 打 | 二 塁 打 | 三 塁 打 | 本 塁 打 | 塁 打 | 打 点 | 盗 塁 | 盗 塁 死 | 犠 打 | 犠 飛 | 四 球 | 敬 遠 | 死 球 | 三 振 | 併 殺 打 | 打 率 | 出 塁 率 | 長 打 率 | O P S |
| -------- | -------- | ----- | ----- | ----- | ----- | ----- | -------- | -------- | -------- | ----- | ----- | ----- | -------- | ----- | ----- | ----- | ----- | ----- | ----- | -------- | ----- | -------- | -------- | ----- |
| 2016     | COL      | 27    | 59    | 56    | 5     | 12    | 3        | 1        | 2        | 23    | 6     | 0     | 0        | 0     | 0     | 3     | 0     | 0     | 12    | 2        | .214  | .254     | .411     | .665  |
| 2017     | COL      | 15    | 32    | 28    | 2     | 4     | 0        | 0        | 0        | 4     | 3     | 0     | 0        | 0     | 0     | 3     | 0     | 1     | 7     | 0        | .143  | .250     | .143     | .393  |
| MLB：2年 | MLB：2年 | 42    | 91    | 84    | 7     | 16    | 3        | 1        | 2        | 27    | 9     | 0     | 0        | 0     | 0     | 6     | 0     | 1     | 19    | 2        | .190  | .253     | .321     | .574  |

- 2020年度シーズン終了時

### 年度別守備成績
| 年 度 | 球 団 | 一塁（1B） | 一塁（1B） | 一塁（1B） | 一塁（1B） | 一塁（1B） | 一塁（1B） | 左翼（LF） | 左翼（LF） | 左翼（LF） | 左翼（LF） | 左翼（LF） | 左翼（LF） | 右翼（RF） | 右翼（RF） | 右翼（RF） | 右翼（RF） | 右翼（RF） | 右翼（RF） |
| 年 度 | 球 団 | 試 合      | 刺 殺      | 補 殺      | 失 策      | 併 殺      | 守 備 率   | 試 合      | 刺 殺      | 補 殺      | 失 策      | 併 殺      | 守 備 率   | 試 合      | 刺 殺      | 補 殺      | 失 策      | 併 殺      | 守 備 率   |
| ----- | ----- | ---------- | ---------- | ---------- | ---------- | ---------- | ---------- | ---------- | ---------- | ---------- | ---------- | ---------- | ---------- | ---------- | ---------- | ---------- | ---------- | ---------- | ---------- |
| 2016  | COL   | 15         | 104        | 8          | 2          | 7          | .982       | 2          | 5          | 1          | 0          | 0          | 1.000      | 3          | 1          | 0          | 0          | 0          | 1.000      |
| 2017  | COL   | -          | -          | -          | -          | -          | -          | 6          | 9          | 0          | 0          | 0          | 1.000      | 2          | 4          | 0          | 0          | 0          | 1.000      |
| 通算  | 通算  | 15         | 104        | 8          | 2          | 7          | .982       | 8          | 14         | 1          | 0          | 0          | 1.000      | 5          | 5          | 0          | 0          | 0          | 1.000      |

- 2020年度シーズン終了時

### 背番号
- 65（2016年）
- 16（2017年）